# Urbain Firmin Piault
 (octobre 2019).
Urbain Firmin Piault, né le 15 juillet 1757 à Paris où il est mort le 10 octobre 1848, est un homme politique français des XVIIe et XVIIIe siècles qui a été maire d’arrondissement de Paris.

## Biographie
Né en 1757, il meurt à 91 ans en 1848. 
Né sous Louis XV il connaitra successivement les règnes de Louis XVI, la Révolution, le Directoire, le Consulat, le Premier Empire, la Restauration puis les règnes de Louis XVIII, Charles X, Louis-Philippe puis finalement la IIIe République.
Firmin Piault est maire du 10e arrondissement de Paris (actuellement 7e arrondissement de Paris) pendant 10 ans (de 1808  à 1828).
Ancien chef d’escadron de la maison du Roi, il n’est pas militaire mais c’est une charge anoblissante qui a été achetée. Urbain Piault est un personnage singulier de haute taille, infirme à la toute fin de sa vie due à une chute, il se déplace en chariot tiré par ses deux serviteurs. Régulièrement il se rend au café de Foy, au Palais-Royal, lieu de rencontre des ultras royalistes. 
Député[Quand ?], il était également l’auteur de divers traités physiques, ou essais sociétaux, discourant sur l’esprit des sociétés nationales, un projet de constitution monarchique à présenter à sa Majesté Louis XVIII et aux Français,  les éléments physiques et météorologiques et  leurs effets dans l’univers, un pendule invariable, l’existence légale des institutions charitables créées par les particuliers et de l’injustice et du danger de ne pas respecter la volonté des fondateurs, ou encore l’existence universelle de celle de l’homme en société et de ses fins.  
Les Piault possèdent une propriété dans l’Oise, la ferme de Troussures de plus de 300 hectares d’un seul tenant. Cette ferme, ancienne propriété de l'abbaye de Chaalis, avait été acquise en tant que bien national. Ses ruines subsistent encore en 2019. Par autorisation de l'évêque de Beauvais, Urbain Piault repose dans un bosquet face à sa ferme, sous un monument de pierre. Originalité son cheval décédé après lui, repose dans une fosse voisine de sa tombe.

### Famille
La famille Piault est une lignée bourgeoise anoblie sous l’ancien Régime. Les Piault sont confirmés dans leur noblesse en 1787 par le juge d’armes de la noblesse de France, Antoine Marie d’Hozier de Sérigny.
Urbain Piault, sans postérité masculine, est un aïeul des personnalités suivantes : Joseph Jourdain de Muizon, Abel Pavet de Courteille, Théodore Labrouste, Henri Labrouste, Henri Claudon.
Blason de la famille Piault : « D’argent à une croix de sinople bordée de gueules et cantonnée de quatre lions de même ».

## Distinctions
- Chevalier de l'ordre royal et militaire de Saint-Louis[réf. nécessaire]
- Chevalier de la Légion d'honneur (4 décembre 1809)[6]
- Officier de la Légion d'honneur (30 juin 1811) [réf. nécessaire]

## Publications
- 1799 : L'esprit des sociétés nationales
- 1814 : Projet de constitution monarchique, à présenter à S.M. Louis XVIII et aux Français[7]
- 1838 : Des éléments, de leurs effets dans l'univers, recherches physiques, météorologiques sur les éléments, leurs mouvements
- 1844 : Pensées diverses éparses. Par l'auteur de l’Existence, et de l'Esprit des sociétés nationales
- 1845 : Pétition à MM. les députés des départements
- 1848 : De l'existence universelle, de celle de l'homme en société et de ses fins, Paris, Firmin Didot.